# 云南广播电视台
云南广播电视台（与云南广播电视集团一个机构两块牌子）是中华人民共和国云南省的省级国营广播电视机构，于2012年8月29日由云南电视台和云南人民广播电台合并成立，为云南省人民政府直属事业单位，接受中共云南省委宣传部领导，目前办有8套广播、9套电视节目、1个网络广播电视台、1份报纸和1座广播电视博物馆。

## 历史沿革
1940年8月1日，云南广播电视事业的前身昆明广播电台在昆明开始播音，于1946年2月更名为云南广播电台，并归中华民国国民党政府管理。1946年6月至7月，该电台持续报道或首次直播了闻一多的相关处决报道。国民党政府撤出大陆后，该电台被中国共产党当局接管。

## 台标
- 2001年至2014年
- 2014年至今

### 第二代
启用于2001年，该台标就象一只即待开屏的孔雀，具有浓郁的民族与地域特色，象征云南是“孔雀王国”，同时也象征着吉祥与富贵。

### 第三代
启用于2014年，该台标在原台标的基础上，把台标改为七彩色，也象征云南是“彩云帝国”。目前除云南国际频道仍然使用上一版本台标外，其它频道均使用新版台标。

## 现任领导
| 职务                                                             | 领导   |
| ---------------------------------------------------------------- | ------ |
| 云南广播电视台党委书记、台长                                     | 赖勇   |
| 云南广播电视台总编辑、党委副书记（正厅长级）                     | 孔维华 |
| 云南广播电视台党委副书记                                         | 孙建松 |
| 云南广播电视台党委委员，云南广电传媒集团公司党委书记、董事长     | 杨于明 |
| 云南广播电视台副台长、党委委员                                   | 李晓风 |
| 云南广播电视台纪委书记、党委委员                                 | 李玮玮 |
| 云南广播电视台副台长、党委委员                                   | 杨开荣 |
| 云南广播电视台副台长（试用期一年）、副总编辑、全媒体新闻中心主任 | 王珂   |
| 云南广播电视台副台长（试用期一年）                               | 张莹   |
| 云南广播电视台党委委员 云南广电传媒集团公司党委副书记、总经理    | 李新   |
| 云南广播电视台副总编辑                                           | 雷激   |
| 云南广播电视台副总编辑、都市频道总监                             | 黄洁龙 |
| 云南广播电视台副总编辑、卫视频道总监                             | 朵翔   |
| 云南广播电视台、总会计师财务部主任                               | 何从启 |

## 频道列表

### 电视服务
云南广播电视台的电视服务源于1969年10月1日成立的云南电视台，现有8个电视频道。
| 頻道名稱                        | 语言   | 广播格式                    | 啟播時間                                                                  | 頻道口號              | 频道前身 | 備註 |
| 云南卫视                        | 普通話 | SD: PAL 576i 16:9 HD: 1080i | 标清版：1969年10月1日（开播） 1989年（上星） 高标清16:9同播：2016年7月1日 | 炫美中国              | 云南电视台（主频道） 云南电视台一套 云南电视台新闻综合频道                                                     | |
| 都市频道                        | 普通話 | SD: PAL 576i 16:9 HD: 1080i | 标清版：1994年 高标清16:9同播：2016年12月24日                             | 为人民服务            | 云南经济电视台 云南电视台二套 云南电视台经济生活频道                                                           | |
| 娱乐频道                        | 普通話 | SD: PAL 576i 16:9 HD: 1080i | 标清版：不详 高标清16:9同播：2016年12月24日                               | 分享快乐              | 昆明教育二台 云南电视台三套 云南电视台旅游民族频道                                                             | |
| 生活资讯频道                    | 普通話 | SD: PAL 576i 16:9 HD: 1080i | 标清版：不详 高标清16:9同播：2016年12月24日                               |                       | 云南有线电视一台 云南电视台四套 云南电视台体育娱乐频道                                                         | 2022年8月1日0时起停播 |
| 影视频道                        | 普通話 | SD: PAL 576i 16:9 HD: 1080i | 标清版：不详 高标清16:9同播：2016年12月24日                               | 我的视界 剧精彩       | 云南有线电视二台 云南电视台五套 云南电视台影视剧频道                                                           | |
| 康旅频道                        | 普通話 | SD: PAL 576i 16:9 HD: 1080i | 标清版：2002年7月1日 高标清16:9同播：2016年12月24日                       | 健康文旅 爱生活       | 云南电视台六套 云南电视台新闻综合频道 云南电视台社会与法频道 云南电视台公共频道                                | |
| 少儿频道                        | 普通話 | SD: PAL 576i 16:9 HD: 1080i | 标清版：2006年12月16日 高标清16:9同播：2016年12月24日                     | 一个家的频道          | 云南电视台七套                                                                                                 | |
| 七彩公交频道(云南移动电视频道） | 普通話 | SD: PAL 576i 16:9           |                                                                           |                       | 于2022年左右变更台标为“云南移动电视”，但云南广播电视台旗舰新闻栏目都市条形码仍将此频道名称认定为“七彩公交频道” | 使用地面数字多媒体广播传输信号 在部分公交及大巴上则为播放定期更新内容的七彩视频，使用盒子内嵌存储设备存储视频内容并循环滚动播出，节目左上角加上“七彩视频”台标 |
| 澜湄国际卫视                    | 普通話 | SD: PAL 576i 4:3            | 开播：2013年8月30日 更名：2018年9月30日                                   | 同饮一江水 命运紧相连 | 云南广播电视台国际频道                                                                                         | 目前分省内版和境外版，省内版在云南IPTV、云南广电网络、昆广网络播送，全天24小时播出，部分时段有专题广告。境外版通过长城平台等各种卫星平台渠道传送，同时在个别国家亦有专门版本。老挝版（87.5C中星12号）使用普通话和老挝语音轨，凌晨后半夜至清晨7点间休台，138ku长城亚洲平台亚太5号使用普通话音轨，部分节目配有东南亚语言字幕，泰国版（78.5ku泰星5号）使用泰语音轨。 |

### 广播服务
云南广播电视台的广播服务源于1950年3月4日成立的昆明人民广播电台，现有8个广播频率。
| 頻道名稱                   | 语言                                   | 频道频率      | 啟播時間       | 頻道口號        | 频道前身                              | 備註                                                                |
| 新闻广播                   | 普通話                                 | FM105.8 AM576 | 1950年3月4日   |                 | 云南人民广播电台（主频呼号）          |                                                                     |
| 民族广播                   | 傣那語、傣仂語、傈僳语、景颇语、拉祜语 | FM101.4       | 1955年9月28日  |                 |                                       |                                                                     |
| 经济广播（云南私家车电台） | 普通話                                 | FM88.7        | 1994年11月2日  | UCAR887         | 云南经济广播电台 云南经济生活广播     |                                                                     |
| 音乐广播                   | 普通話                                 | FM97.0        | 1995年12月18日 |                 | 云南音乐广播“缤纷97”                  | 2005年1月1日分为以成年人为对象的“缤纷97”、以青少年为对象的“青春100” |
| 交通之声                   | 普通話                                 | FM91.8        | 1999年4月1日   | 在路上，就听918 | 云南交通旅游广播                      |                                                                     |
| 教育广播                   | 普通話                                 | FM100.0       | 2005年1月1日   | 新知100         | 云南音乐广播“青春100”                 |                                                                     |
| 旅游广播                   | 普通話                                 | FM99.0        | 2005年12月28日 |                 | 云南少儿广播                          |                                                                     |
| 国际广播                   | 普通话、越南语                         | AM6035        | 1986年10月1日  |                 | 云南广播电台（对外广播） 香格里拉之声 |                                                                     |